# جشنواره فیلم کن ۱۹۹۰
چهل و سومین دوره جشنواره فیلم کن (انگلیسی: 1990 Cannes Film Festival) در تاریخ ۱۰ لغایت ۲۱ مه ۱۹۹۰ در شهر کن فرانسه برگزار شد. نخل طلای این دوره به فیلم از ته دل وحشی به کارگردانی دیوید لینچ اهدا شد.

## هیئت داوران

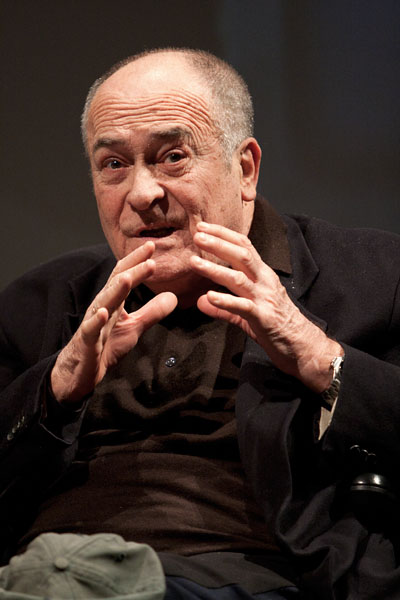
برناردو برتولوچی، رئیس هیئت داوران

- برناردو برتولوچی (ایتالیا)
- الکسی گوئرمن (روسیه)
- آنجلیکا هیوستون (آمریکا)
- برتران بلیه (فرانسه)
- کریستوفر همپتون
- فنی اردان (فرانسه)
- فرانسوا ژیرو (فرانسه)
- هایائو شیباتا (ژاپن)
- میرا نایر (هند)
- سون نیکویست (سوئد)

## فیلم‌های بخش مسابقه
- بهشت را ببین کارگردان آلن پارکر
- سیرانو دو برژراک کارگردان ژان پل راپنو
- بابا نوستالژی کارگردان برتران تاورنیه
- برنامه مخفی کارگردان کن لوچ
- جو دوو کارگردان ژانگ ییمو
- اسیر صحرا کارگردان ریموند دپاردون
- فاحشه شاه کارگردان اکسل کورتی
- مادر (فیلم ۱۹۹۰) کارگردان گلب پانفیلوف
- موج نو کارگردان ژان لوک گدار
- بازجویی (فیلم) کارگردان ریسارد بوگایسکی
- رودریگو. دی: بی‌آینده کارگردان ویکتور گاویریا
- نیش مرگ کارگردان کوهه اوگوری
- همه خوبند کارگردان جوزپه تورناتوره
- تاکسی بلوز کارگردان پاول لانگین
- قانون کارگردان ادریسا اودرائوگا
- گوش کارگردان کارل کچینا
- شکارچی سفید قلب سیاه کارگردان کلینت ایستوود
- از ته دل وحشی کارگردان دیوید لینچ